# Manolete (bailaor)
Manuel Santiago Maya, artísticamente reconocido como Manolete (Cuevas del Sacromonte, Granada, 1945-Granada, 12 de septiembre de 2022), fue un coreógrafo y bailaor español.

## Trayectoria artística
Continuando la escuela de su hermano, el guitarrista Juan Santiago Maya "Marote", se fue a Madrid con tan solo quince años. Allí coincidió con la generación de bailaores de primera línea tan conocida como Pilar López Júlvez, Antonio Gades, Mario Maya o El Guito. Poco después se enroló en las compañías de figuras de la década de 1970, como Manuela Vargas, María Albaicín y La Chunga. Como fruto de estas giras, Manolete fue descubierto en Japón. La década de 1980 estuvo cuajada de éxitos: artista invitado del Ballet Nacional de España, primer bailarín en el espectáculo Macama Jonda -donde se fraguó su credencial, la farruca-, participante en la Cumbre Flamenca, pareja con El Güito y bailaor en Los Tarantos de Alfredo Mañas.

## Vuelta a España
Tras un prolongado periplo internacional, regresó a España con el espectáculo Flamenco soy -con el que abrió el Festival de Jerez de 1998-, haciendo escala en escenarios como el ciclo cultural madrileño Los Veranos de la Villa, el Teatro Nuevo Apolo y el Teatro Romano de Mérida. Ya en 1996, el bailaor granadino estrenó una versión de El amor brujo y tuvo un destacado papel en la Bienal de Flamenco de Sevilla, festival al que volvió en la edición de 2000 junto a El Güito con el montaje Sólo flamenco. Manolete también realizó trabajos por encargo, como la coreografía de Latido flamenco de la Compañía Andaluza de Danza. 
Además, cultivó durante años la faceta de profesor de baile flamenco en aulas de todo el mundo. Fundó en 2009, junto al Ayuntamiento de Granada, La Escuela Internacional de Flamenco "Manolete", en el auditorio La Chumbera.